# Jeddah Tower
Jeddah Tower, eller Burj Jidda (arabiska: برج جدة), tidigare känt som Kingdom Tower (برج المملكة, Burj al-Mamlaka) är en skyskrapa under byggnation i Jidda, Saudiarabien. Byggnaden, som planeras bli världens högsta byggnad när den står färdig, är tänkt att bli minst en kilometer hög (den exakta höjden hålls hemlig under byggnadsarbetet). Från början var det tänkt att den skulle bli 1,6 kilometer och var därför tänkt att kallas "Mile Tower" eftersom en mile (engelsk mil) är 1,6 kilometer. Planerna ändrades eftersom marken inte var tillräckligt hållbar för ett så högt torn. Men den kommer ändå att vara runt 200 meter högre än den nuvarande högsta byggnaden, Burj Khalifa i Dubai. Jeddah Tower beräknas kosta ca 10 miljarder kronor (1,23 miljarder amerikansk dollar).
Jeddah Tower kommer att ha en utsiktsterrass på 650 meters höjd.
2018 stoppades byggnationen med mindre än en fjärdedel av höjden uppnådd och det fanns då inget officiellt datum för färdigställandet. År 2023 påbörjades byggandet igen.
Arkitekt för Jeddah Tower är Adrian Smith.